# Solenogenys
Solenogenys is een geslacht van kevers uit de familie van de loopkevers (Carabidae). De wetenschappelijke naam van het geslacht is voor het eerst geldig gepubliceerd in 1859 door Westwood.

## Soorten
Het geslacht Solenogenys omvat de volgende soorten:
- Solenogenys funkei Adis, 1981
- Solenogenys rhysodoides (J.Thomson, 1858)
- Solenogenys thomsoni Reichardt, 1975